# ABEMA 競輪・オートレースチャンネル
ABEMA 競輪・オートレースチャンネル（アベマ けいりん・オートレースチャンネル）は、株式会社AbemaTVの運営するインターネットテレビ局「ABEMA」におけるチャンネルの1つ。競輪、オートレースの中継を行う。

## 概要
2019年4月2日、「AbemaTV 競輪チャンネル」の名称で正午に配信を開始。競輪のレース中継やミッドナイト競輪を中心とした特別番組を制作・配信。サイバーエージェントグループの勝者投票券（車券）購入サービス「WinTicket」と連動し、視聴者がそのまま車券を購入することも可能になっている。
2020年5月7日、WinTicketがオートレースのネット投票に対応したことに伴い、オートレースの中継も開始した。翌5月8日より「競輪・オートレースチャンネル」に改名。

## WINTICKET ミッドナイト競輪
2019年4月2日に「Abemaミッドナイト競輪」の番組名で配信開始された 競輪中継番組。この番組以外の中継番組はAbemaTVスタッフが直接かかわっていないため、2020年4月までチャンネル唯一の制作番組だった。

### 番組概要
21時前後から23時過ぎまで開催されるミッドナイト競輪を予想しながら、出演者が会長提供の資金で賭け、一喜一憂する“本気のリアリティーショー”。（AbemaTVで放送する）ミッドナイト競輪の開催がある限り、基本的に毎日配信する。またGI、GII、KEIRINグランプリシリーズ開催時もミッドナイト競輪同様の体制で配信する。通常は9レース制だが、3場開催の場合は7レース制となっている。また本番組の裏では、2022年3月21日から2025年6月30日までBSよしもと「競輪LIVE!チャリロトよしもと」を22:00 - 23:00までをテレビで放送し、22:45 - 23:45前後までをYoutubeで生配信していた。基本時に2場開催以上の場合は、本番組の開催競輪場と被らないようにBSよしもとでは別の開催競輪場で放送しているが、1場開催の場合は、本番組・BSよしもと共、同じ開催競輪場で放送している。なお、ミッドナイト競輪開催がない場合は、フィラー放送かオートレースミッドナイト開催の不定期放送となる。
初回出演者の持ち金は、 基本的に、WINTICKETに30000円からスタートとなる。2回目以降は、前回出演時の資金がそのまま持ち越される場合が多い。
BGMは三味線、鼓など和風アレンジの曲が中心となっている。各レースの民間投票サイトにおける投票締切2分前になるとBGMがコツコツとした音（まもなく締切ですよタイム）に変化し、視聴者にも投票を促す。番組内では出演者による予想のほか「AI予想」・「分析のマサ　予想」・「弟子のミサ　予想」が毎レース紹介される。
第1回配信時点ではWINTICKETがサービス前（翌日から開始）だったためレース予想と競輪初心者のための解説を行った。第1回出演者は徳井健太（平成ノブシコブシ）、長澤茉里奈、西澤由夏（ABEMAアナウンサー）。
2019年4月16日配信分でレギュラー配信をいったん終了し、29日より再開した。また4月26日からの10日間程度、昼間の時間帯にも「Abema競輪」として同種の番組を配信していた。6月13日より番組名を「WINTICKET ミッドナイト競輪」に改めると共に、WinTicket上でも当番組を視聴することが可能になった。2020年8月14日配信分よりスタジオセットとルールが全面リニューアルされた。開催競輪場の3日間連続中継の場合は、引継ぎリレー方式で行われ、初日が一律10万ポイントからのスタート、2日目と最終日は前日の最終ポイントからのスタートとなる。主に男性→男性、女性→女性で引継ぐことか多いが、稀に男性→女性、女性→男性に引継ぐこともある。開催競輪場の1日だけ（主に初日と最終日）中継の場合は、引継ぎリレー方式は行わずに、一律3万ポイントからのスタートとなる。
2022年2月配信分より、月間の対決企画を実施。2月は「月間回収率ランキング」を開催。スタート時の3万ポイントが最終レース後に最も回収率が高い人が勝ち。この回はMリーガーの二階堂瑠美（EX風林火山）が優勝。3月以降は「月間残金選手権」を現在開催中、スタート時の3万ポイントが最終レース後に残金が多い人がランクイン。3月から2023年2月までは、優勝した人に競輪資金10万ポイントをプレゼントしたが、企画開始1周年達成で一部ルールを変更。1位の10万ポイントは変わらないが、2位が3万ポイント、3位が1万ポイントと新たな競輪資金が加わった。そのポイントを翌月の出演時に賭けて、最終レース後に残った資金+ギャラを上乗せしてプレゼントする。なお、ギャラ上乗せにチャレンジする人は当月の月間残金選手権には参加できないが、当月の別の日の出演は参加できる。また、不定期企画の「ケイリンくじ」開催の場合は、「月間残金選手権」は行わない。2025年からの「月間残金選手権」はさらにパワーアップして一部ルールを変更。番組に出演した方々の成績をもとに、競輪と同じランク付け（SS級・S級・A級）を設ける。ランクによって「月間残金選手権」に賭ける元金が変わる。SS級は5万ポイントスタート、S級は3万ポイントスタート、A級は2万ポイントスタートとなる。さらにこの日のゲストMCも最終レースのみ参加でき、1万ポイント掛けることができる。そして月間の1位～3位の方々には翌月の特別競輪特番に出演し、そこでギャラ上乗せにチャレンジする。なお翌月とのスケジュールが合わない場合は、翌々月以降の出演が可能である。ランクは半年に1回見直される。ちなみに「月間残金選手権」で月間1位の人には、次の半年間金額の高い低いに関わらず必然的に「SS級」となる。2022年3月から2023年2月の優勝者は以下のとおりである。
| 年月       | 優勝者                       | 獲得ポイント      | 備考                     |
| ---------- | ---------------------------- | ----------------- | ------------------------ |
| 2022年 3月 | 平井俊輔（どりあんず）       | 18万6072ポイント  |                          |
| 4月        | 堤太輝（どりあんず）         | 43万4095ポイント  | 総払戻金：27万3281円獲得 |
| 5月        | COCO                         | 55万1619ポイント  |                          |
| 6月        | COCO                         | 51万8236ポイント  | 総払戻金：10万1770円獲得 |
| 7月        | 辻りりさ                     | 38万9084ポイント  |                          |
| 8月        | いけちゃん（Youtuber）       | 108万7760ポイント |                          |
| 9月        | COCO                         | 57万6011ポイント  |                          |
| 10月       | 柳いろは                     | 158万9253ポイント |                          |
| 11月       | 片岡沙耶                     | 123万2901ポイント | 総払戻金:13万9740円獲得  |
| 12月       | 玉遥香（ターリーターキー）   | 35万2298ポイント  | 総払戻金：6万3840円獲得  |
| 2023年 1月 | 松田大輔（東京ダイナマイト） | 51万8551ポイント  |                          |
| 2月        | 神田伸一郎（ハマカーン）     | 21万1565ポイント  | 総払戻金：15万1400円獲得 |

2023年3月～の1位～3位は以下のとおりである。
| 年月       | 1位 （優勝者）                      | 獲得ポイント      | 備考                     | 2位                                     | 獲得ポイント     | 備考                    | 3位                                   | 獲得ポイント     | 備考                    |
| ---------- | ----------------------------------- | ----------------- | ------------------------ | --------------------------------------- | ---------------- | ----------------------- | ------------------------------------- | ---------------- | ----------------------- |
| 2023年 3月 | 込山榛香                            | 59万6170ポイント  | 総払戻金：15万6980円獲得 | 浜谷健司 （ハマカーン）                 | 52万5514ポイント | 総払戻金：3万3330円獲得 | 葉月あや                              | 37万6070ポイント |                         |
| 4月        | 上矢えり奈                          | 11万6896ポイント  | 総払戻金：2万5630円獲得  | ナ酒渚                                  | 7万8546ポイント  | 総払戻金：1万7240円獲得 | 立野沙紀                              | 7万7782ポイント  |                         |
| 5月        | 西原愛夏                            | 38万1696ポイント  | 総払戻金：2万7120円獲得  | 八木真澄 （サバンナ）                   | 37万5404ポイント | 総払戻金：5万1130円獲得 | やのほのか                            | 22万6224ポイント | 総払戻金：6780円獲得    |
| 6月        | でか美ちゃん                        | 161万1394ポイント | 総払戻金：3万2520円獲得  | 植田紫帆 （オダウエダ）                 | 34万196ポイント  | 総払戻金：3万6590円獲得 | 河邑ミク                              | 27万5586ポイント | 総払戻金：1万2060円獲得 |
| 7月        | 原西孝幸 （FUJIWARA）               | 57万6477ポイント  |                          | 緒方咲                                  | 49万1526ポイント |                         | 安部紀克 （納言）                     | 38万1799ポイント |                         |
| 8月        | 立野沙紀                            | 83万8871ポイント  | 総払戻金：12万2090円獲得 | 阿久津真央                              | 58万2636ポイント | 総払戻金：5万9380円獲得 | 中村歩加                              | 11万8909ポイント | 総払戻金：240円獲得     |
| 9月        | よじょう （ガクテンソク）           | 62万4471ポイント  |                          | 吉川友                                  | 47万8572ポイント |                         | 森咲智美                              | 23万3216ポイント | [ 注 2 ]                |
| 10月       | 宮崎理奈                            | 63万192ポイント   | 総払戻金：12万9220円獲得 | 大鶴肥満 （ママタルト）                 | 59万3488ポイント | 総払戻金：5万1590円獲得 | 篠宮暁 （オジンオズボーン）           | 36万6725ポイント |                         |
| 11月       | 餅田コシヒカリ （駆け抜けて軽トラ） | 17万3781ポイント  | 総払戻金：2万8710円獲得  | お見送り芸人しんいち                    | 10万8645ポイント |                         | 小森ほたる                            | 6万6239ポイント  | 総払戻金：530円獲得     |
| 12月       | 遠野千夏                            | 72万8259ポイント  | 総払戻金：10万4990円獲得 | 神田伸一郎 （ハマカーン）               | 25万4937ポイント |                         | じゅんいちダビッドソン                | 20万5154ポイント | 総払戻金：1510円獲得    |
| 2024年 1月 | 薄幸 （納言）                       | 27万2439ポイント  | 総払戻金：11万720円獲得  | 市井紗耶香                              | 25万1887ポイント | 総払戻金：1万520円獲得  | クロちゃん （安田大サーカス）         | 21万5050ポイント |                         |
| 2月        | 栗谷 （カカロニ）                   | 56万4022ポイント  | 総払戻金：8万3355円獲得  | 篠宮暁 （オジンオズボーン）             | 23万4361ポイント |                         | 遠野千夏                              | 18万7188ポイント | 総払戻金：80円獲得      |
| 3月        | 堤太輝 （どりあんず）               | 21万9896ポイント  |                          | 渡辺菜花                                | 16万5016ポイント | 総払戻金：1万3060円獲得 | 山内鈴蘭                              | 15万4230ポイント |                         |
| 4月        | 矢倉楓子                            | 55万1718ポイント  | 総払戻金：6万1670円獲得  | 餅田コシヒカリ （駆け抜けて軽トラ）     | 39万6591ポイント | 総払戻金：293円獲得     | 小森ほたる                            | 23万2536ポイント |                         |
| 5月        | 立野沙紀                            | 20万1020ポイント  | 総払戻金：6万9360円獲得  | 井福一本道 （ミスター大冒険。）         | 10万338ポイント  | 総払戻金：7040円獲得    | りょうせい （ミスター大冒険。）       | 2万1472ポイント  |                         |
| 6月        | 拳王 （プロレスリング・ノア）       | 25万2120ポイント  |                          | 日本一おもしろい大崎 （ちゃんぴおんず） | 18万3231ポイント | 総払戻金：3万円獲得     | 餅田コシヒカリ （駆け抜けて軽トラ）   | 13万8569ポイント |                         |
| 7月        | 礒部希帆                            | 43万4302ポイント  |                          | お見送り芸人しんいち                    | 30万5185ポイント |                         | 檜原洋平 （ママタルト）               | 26万5623ポイント | 総払戻金：50円獲得      |
| 8月        | 内田瑞穂                            | 51万8946ポイント  |                          | 淡路幸誠 （きつね）                     | 50万4730ポイント |                         | 橘和奈                                | 5万94ポイント    | 総払戻金：5990円獲得    |
| 9月        | 天羽結愛                            | 68万1450ポイント  |                          | 立野沙紀                                | 59万2314ポイント | 総払戻金：2万4730円獲得 | 川嶋美晴                              | 47万8281ポイント | 総払戻金：117円獲得     |
| 10月       | 弭間花菜                            | 36万8158ポイント  | 総払戻金：20万1060円獲得 | ニシダ （ラランド）                     | 28万3993ポイント |                         | 風吹ケイ                              | 8万3691ポイント  | 総払戻金：100円獲得     |
| 11月       | 礒部希帆                            | 32万7130ポイント  | 総払戻金：8万1990円獲得  | 松嶋えいみ                              | 23万7098ポイント |                         | 八木真澄 （サバンナ）                 | 22万1018ポイント |                         |
| 12月       | 篠崎彩奈                            | 25万3822ポイント  | 総払戻金：8万1630円獲得  | 宮崎理奈                                | 22万8868ポイント |                         | 餅田コシヒカリ （駆け抜けて軽トラ）   | 22万4296ポイント |                         |
| 2025年 1月 | 松嶋えいみ                          | 45万1698ポイント  | 総払戻金：8万3780円獲得  | あぁ〜しらき                            | 24万4088ポイント | 総払戻金：5万4420円獲得 | 立野沙紀                              | 20万7609ポイント |                         |
| 2月        | 松岡凛                              | 49万4227ポイント  | 総払戻金：4万500円獲得   | 市井紗耶香                              | 44万2968ポイント | 総払戻金：3万6450円獲得 | よじょう （ガクテンソク）             | 44万1269ポイント |                         |
| 3月        | 立野沙紀                            | 30万176ポイント   |                          | 檜原洋平 （ママタルト）                 | 15万6750ポイント | 総払戻金：2万1100円獲得 | ムーディ勝山                          | 7万7172ポイント  | 総払戻金：30円獲得      |
| 4月        | 塚本直毅 （ラブレターズ）           | 17万4300ポイント  | 総払戻金：12万5180円獲得 | りょうせい （ミスター大冒険。）         | 11万3633ポイント |                         | すがちゃん最高№1 （ぱーてぃーちゃん） | 10万4700ポイント |                         |
| 5月        | 村上 （マジカルラブリー）           | 8万4119ポイント   |                          | 天木じゅん                              | 8万1800ポイント  |                         | 森脇梨々夏                            | 6万9206ポイント  |                         |
| 6月        | 片岡沙耶                            | 24万9942ポイント  |                          | 尾関高文 （ザ・ギース）                 | 15万1423ポイント | 総払戻金：1万800円獲得  | 溜口佑太朗 （ラブレターズ）           | 10万4777ポイント |                         |
| 7月        | 薄幸 （納言）                       | 32万2217ポイント  |                          | 青木マッチョ （かけおち）               | 20万7163ポイント |                         | 早河ルカ                              | 19万5456ポイント |                         |
| 8月        |                                     |                   |                          |                                         |                  |                         |                                       |                  |                         |

2025年からは、通常の月間残金選手権に加え「KERIN ADVANCE」限定の残金選手権と、「ミッドナイトオートレース」の残金選手権を開催。通常の月間残金選手権は月間の1位～3位の方々に翌月の特別競輪特番に出演し、ギャラ上乗せにチャレンジするが、「KERIN ADVANCE」限定の残金選手権と、「ミッドナイトオートレース」の残金選手権は、1位のみがギャラ上乗せにチャレンジすることができる。
2025年「KERIN ADVANCE」限定の残金選手権1位～5位は以下のとおりである。
| 1位 （優勝者）      | 獲得ポイント     | 備考                    | 2位    | 獲得ポイント     | 3位      | 獲得ポイント     | 4位        | 獲得ポイント     | 5位      | 獲得ポイント     |
| ------------------- | ---------------- | ----------------------- | ------ | ---------------- | -------- | ---------------- | ---------- | ---------------- | -------- | ---------------- |
| すがや （カカロニ） | 84万1734ポイント | 総払戻金：2万2000円獲得 | ないる | 76万2067ポイント | 富豪仁菜 | 70万0015ポイント | 木内くるみ | 64万4509ポイント | 若林萌々 | 11万9097ポイント |

2022年7月10日配信分 - 2023年6月9日配信分まで、奈良競輪場のミッドナイト競輪開催に限り、「ABEMA 競輪・オートレースチャンネル」が公式放送を担当。時間も通常の午後8時30分より27分早い午後8時03分からの放送となった。当番組の他に、「奈良競輪公式YouTubeチャンネル」・「奈良競輪公式ニコ生チャンネル」・「KEIRIN.JP」・CS放送「SPEEDチャンネル」でも放送されていた。「ABEMA 競輪・オートレースチャンネル」では通常伝えない「ギア情報」・「バンク情報」・「選手独自のインタビュー」も伝えていた。なお、2023年8月1日開催分より再び公式放送は奈良競輪場制作に戻った。

### 主な出演者
固定のレギュラー出演者は設定されていない。
当初は男性芸能人（主としてお笑い芸人）、女性芸能人のペアとABEMAアナウンサーが進行役として日替わり出演する形だった（リニューアル前はアナも予想のみ毎レース披露していたが、現在はしていない）。前回出演時の資金を持ち越すという設定上、出演者はある程度固定されている。同じくABEMAで配信されるMリーグとのタイアップで、Mリーグの所属選手が交代で出演することもある。
2020年に入り、男性・女性ペアの原則を崩して3人以上の芸能人が出演するパターンや、アナウンサー不在で芸能人のみで進行するパターンなど、従来と異なる形態も試されており、特にCOVID-19の流行が深刻化した4月以降はリモート出演で3人程度が登場するパターンが多くなっている。リニューアル後もリモート出演が多かったが、後に全員スタジオ出演となった。
2021年に入ると、競輪初心者の出演も多くなり、罰ゲームや笑いでのボーナスなどといった新企画を行う様になった。
2023年4月30日配信分から、アナウンサー進行に加えて、日替わりでゲストMCと一緒に進行するようになった。4月29日配信分までの座席は、アナウンサー→解説者→ゲスト4人の位置だったが、翌日から、アナウンサー→ゲストMC→ゲスト3人か4人→解説者と位置も様変わりになった。なお、6月までの奈良ミッドナイト競輪開催の場合は、以前の座席での番組進行となっていた。

#### 男性
- 徳井健太
- トータルテンボス[6]
- 多井隆晴
- 向井慧[7]
- ぺこぱ（ABEMA競輪も出演）
- U字工事
- 河本準一

#### 女性
- 柳いろは[8][9]
- 階戸瑠李（2020年8月28日逝去）
- 西村歩乃果[10][11](2022年5月11日で番組卒業)
- 真島なおみ[6]（卒業済み）
- 浦郷絵梨佳（ABEMA競輪も出演）[12]
- 小室安未（ABEMA競輪も出演）[13]
- 夏目花実
- 西原愛夏
- 井口綾子
- 十味[14]（卒業済み）
- 篠崎彩奈
- 岡部麟

#### 進行アナウンサー
- 瀧山あかね（ABEMAアナウンサー）[注 13]
- 藤田かんな（ABEMAアナウンサー）[注 13]
- 松本圭世（フリーアナウンサー）[15] - 主に土曜日出演、Mリーグオフシーズン時やアナウンサーのスケジュール都合によっては他曜日出演もあり。
- 吉田恵美（ホリプロ所属タレント） - 最初はプレーヤーゲストとして数回出演して、2024年12月20日から進行として出演。

以下のフリーアナウンサーも最初はプレーヤーゲストとして数回出演して、数ヶ月経ってから進行として出演。
- 塩地美澄（フリーアナウンサー・不定期）
- 安藤咲良（フリーアナウンサー・不定期）
- 高里絵理奈（フリーアナウンサー・不定期）
- 坪北奈津美（フリーアナウンサー）- 主に月曜日出演、アナウンサーのスケジュール都合によっては火曜日以外の出演もあり。[注 14]
- 弭間花菜（フリーアナウンサー・不定期）
- 本行慶子（フリーアナウンサー・不定期）

#### 解説者
- 山田裕仁（帝王・元競輪選手） - 基本的に「WINTICKETグレードレースSP」に出演
- 有坂直樹（番長・元競輪選手） - 「WINTICKETグレードレースSP」も出演
- 後閑信一（ボス・元競輪選手)
- 砂川秀樹（元競輪選手)
- 高橋大作（元競輪選手）
- 林雄一（元競輪選手）
- 林巨人（サンデー巨人・元競輪選手） - 主に日曜日出演
- 三上佳孝（元競輪選手）
- 小林正治（チャーリー・元競輪選手）
- 後閑百合亜（元ガールズケイリン選手） - 後閑信一の娘
- 高木真備（元ガールズケイリン選手）
- 野原美咲（元ガールズケイリン選手）
- 濱野咲（元ガールズケイリン選手）
- 猪子真実（元ガールズケイリン選手）
- 山口真未（元ガールズケイリン選手）
- 阿部宣祐（競輪実況アナウンサー）
- 加奈山翔（実況アナウンサー）

### 過去の進行
- 森山るり（不定期） - 2021年3月27日で降板。
- 吉田悠希（フリーアナウンサー） - 主に金曜日出演。産休・育休のため、2023年5月以降出演していない。
- 今井美桜（フリーアナウンサー・不定期）
- 大坪奈津子（当時フリーアナウンサー・不定期） - 2024年8月16日の回をもって産休に入った。約3ヶ月後に復帰したものの、本番組の出演はなかった。その後2025年4月に山形放送のアナウンサーに入社したため、事実上の降板となった。
- 中島梓（フリーアナウンサー・不定期） - 夫の仕事の都合により、2025年6月27日をもって番組を卒業。

### 過去の解説者
- 関口泰明（元競輪選手）
- 吉田輪太郎（元競輪選手）

### スタッフ
- 制作：AbemaProduction[5]

## ぶっちゃけいりん
2020年4月28日より不定期に配信されているトーク番組。競輪選手が自宅からZoomを用いてリモートで飲み会を行い、生放送でトークを行う（概ね1時間半から2時間程度）。元々は新田祐大による持ち込み企画であり、当初は新田がレギュラー出演していた。
ちなみに深谷知広によれば、一見無秩序にやっているように見えて、実は「数日前から情報を集めて台本を作成し、当日は3回の回線テストや打ち合わせをして放送している、意外としっかりした番組」だという。

### 出演者
- どりあんず（MC）
- 新田祐大
- 他競輪選手数名

## KEIRINで100万円を賭けたいオンナたち
2020年9月11日から毎週金曜23:30 ‐ 翌00:30、ABEMA競輪・オートレースチャンネルで配信していた。須田亜香里,西野未姫,小池美由,清水あいりの人気アイドル4人がYouTubeで約1ヶ月間のオリジナル動画投稿対決し、期間中の総再生数が一番多かった一人に賞金100万円を贈呈。ただし優勝賞金は全額、前橋競輪場で行われた第29回寬仁親王牌・世界選手権記念トーナメントに注ぎ込むこと。MCはさらば青春の光の2人が務める。The NIGHT製作スタッフが手掛けており、ABEMAの他チャンネルでも毎週火曜（月曜深夜）3:00から配信されていた。

### 出演
- さらば青春の光
- 小池美由
- 清水あいり[21]
- 須田亜香里[22]
- 西野未姫[23]

このうち　清水あいり以外はその後出演していた、ミッドナイト競輪を卒業している。

### スタッフ
- ナレーター：大田菜乃子
- 構成：白武とおる、清山智之
- SW：本江憲治郎
- CAM：矢川祐介
- メイク：山田かつら
- 美術：上阪幸男
- デザイン：村上由季
- 編集：佐藤豊
- MA：鄭美愛
- 技術協力：BULL、映像通信、戯音工房
- 制作協力：マウスプロモーション
- AP：和気光孝、入澤綾乃
- ディレクター：平田亮輔、荷見基成、小南彰、東上床直樹
- 演出・プロデューサー：松本寛樹
- 制作：BIG TAKE
- 製作著作：ABEMA